# Citadella
Citadella är en fästning i Ungern.[källa behövs] Den ligger på Gellértberget i Budapest, i den centrala delen av landet.